# نشان رسمی یمن
نشان رسمی یمن، عقاب طلایی صلاح‌الدین را با نواری میان چنگال‌هایش نشان می‌دهد. روی نوار نام کشور به عربی: الجمهوریة الیمنیة («جمهوری یمن») نوشته شده است. سینه عقاب حاوی سپری است که گیاه قهوه و سد مأرب را با هفت نوار مواج آبی در زیر نشان می‌دهد. در سمت راست و چپ عقاب پرچم یمن وجود دارد.

## نشان‌های منطقه‌ای

### مناطق فدرال یمن

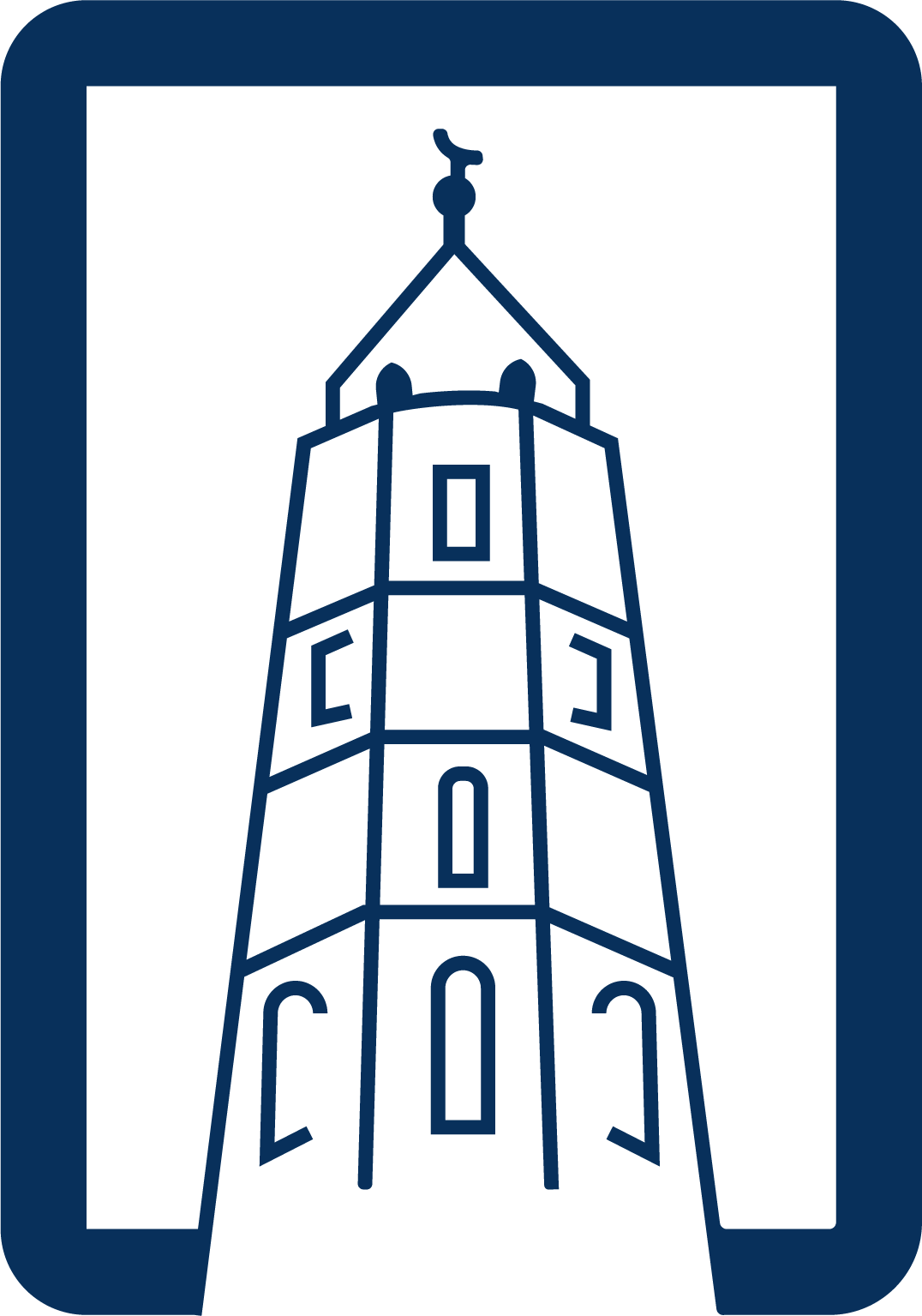
مهر منطقه عدن
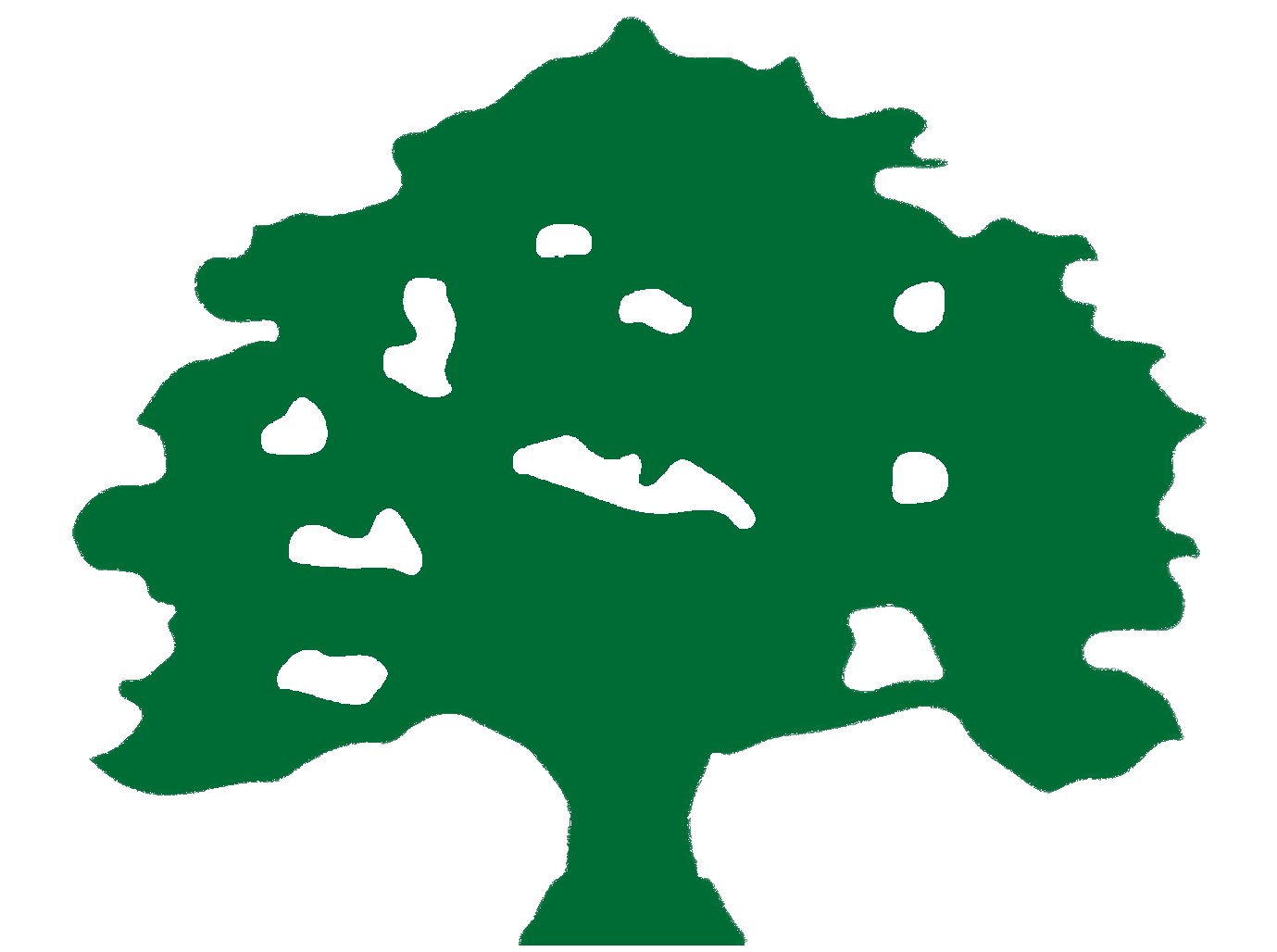
مهر منطقه حضرموت
مهر منطقه سبعه

## نشان‌های تاریخی

### یمن شمالی
از سال ۱۹۴۵ تا ۱۹۹۰، یمن به دو بخش شمالی و جنوبی تقسیم شد. یمن شمالی نمادی شبیه به امروزی داشت و سپر آن شباهت‌هایی با سپر پادشاهی متوکلی یمن دارد.

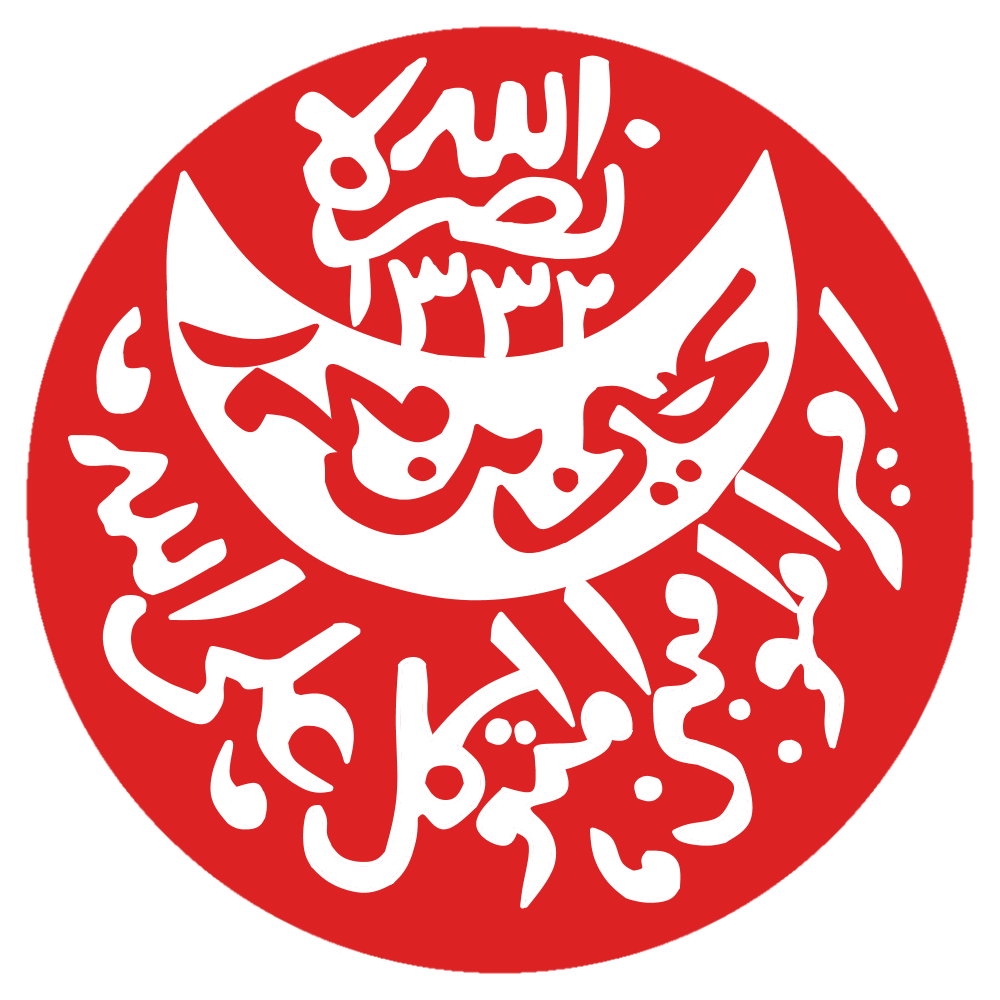
نشان یحیی محمد حمیدالدین
نشان پادشاهی متوکلی یمن (۱۹۱۸-۱۹۷۰)
نشان جمهوری عربی یمن (۱۹۶۲-۱۹۶۶)
نشان جمهوری عربی یمن (۱۹۶۶-۱۹۷۴)
نشان جمهوری عربی یمن (۱۹۷۴-۱۹۹۰)

### یمن جنوبی
یمن جنوبی دارای نشان پان‌عربی "عقاب صلاح‌الدین" بود (مشابه نشان‌های مصر، عراق و نشان‌های پیشین لیبی و سوریه).

نشان جمهوری خلق یمن جنوبی (۱۹۶۷-۱۹۷۰)
نشان جمهوری دموکراتیک خلق یمن (۱۹۷۰-۱۹۹۰)

### فدراسیون عربستان جنوبی

نشان فدراسیون امارات عربی جنوب (۱۹۵۹-۱۹۶۲)
نشان فدراسیون عربستان جنوبی (۱۹۶۲-۱۹۶۷)

#### ایالات

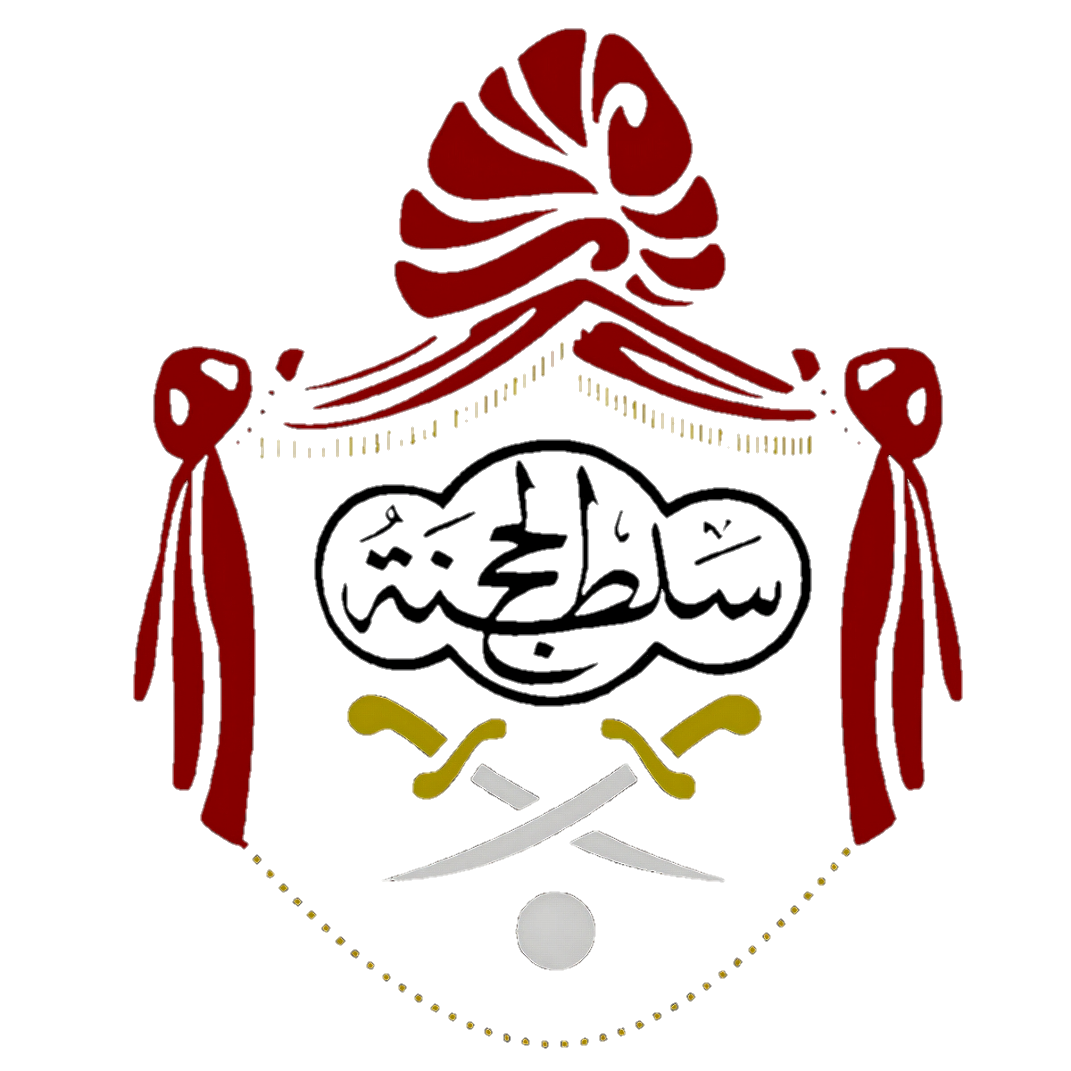
نشان سلطنت لاهج
نشان سلطنت یافای سفلی

### کشور تحت‌الحمایه عربستان جنوبی

نشان ایالت یافای علیاپیش از ۱۹۶۷
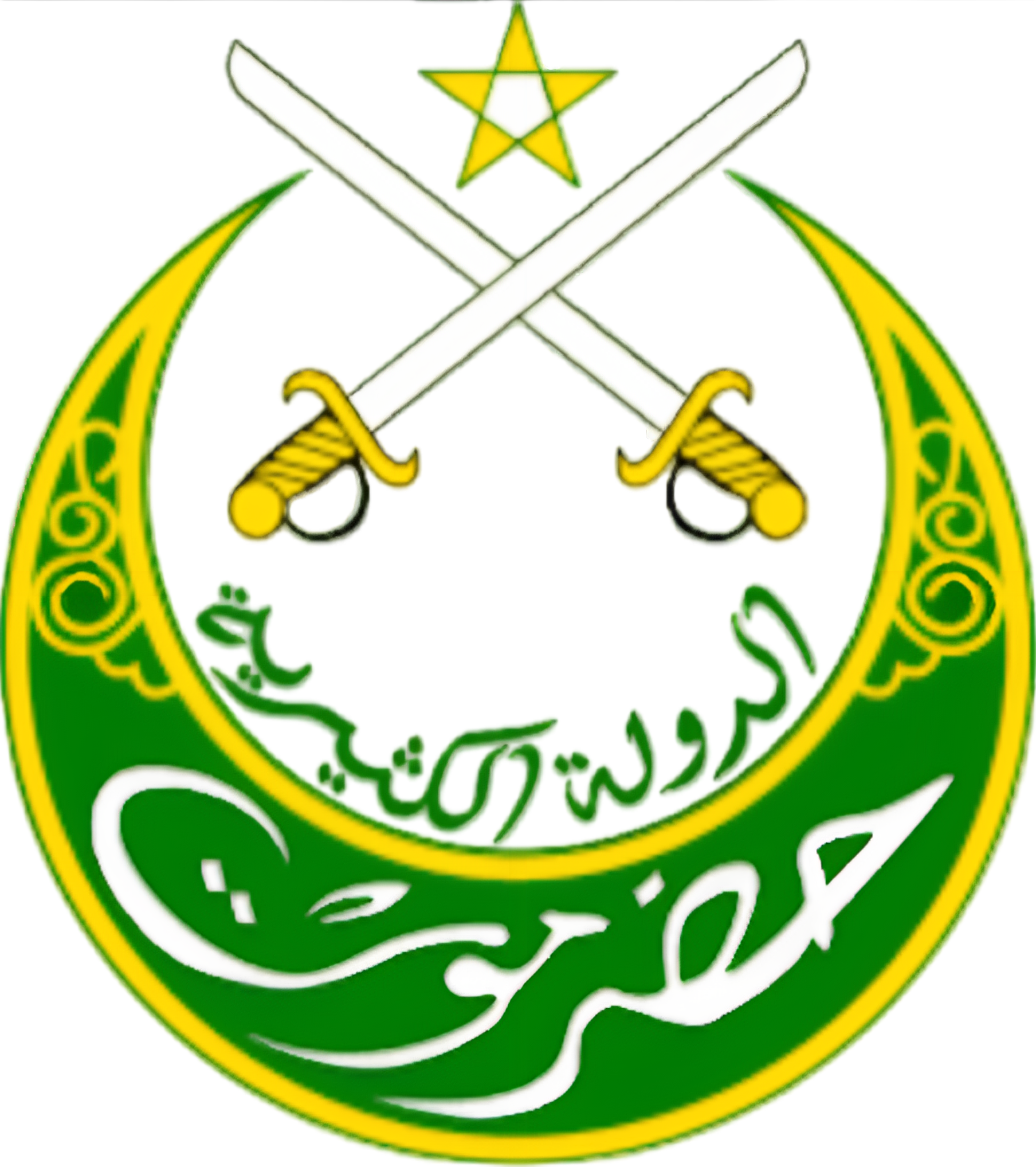
نشان <b id="mwpA">ایالت کاثیری سییون</b> (?-۱۹۶۷)
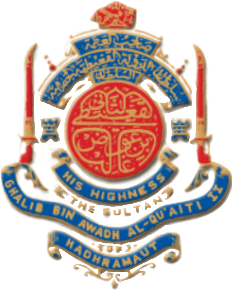
نشان ایالت قعیطی شهر و مکلا (?-۱۹۶۷)

### مستعمره عدن

نشان مستعمره عدن (۱۹۳۷-۱۹۶۳)

## دولت

نشان وزارت کشور
نشان نیروهای مسلح یمن
نشان ارتش یمن
نشان نیروی دریایی یمن